# Hypothyris vallonia
Hypothyris vallonia är en fjärilsart som beskrevs av William Chapman Hewitson 1853. Hypothyris vallonia ingår i släktet Hypothyris och familjen praktfjärilar. Inga underarter finns listade i Catalogue of Life.

## Bildgalleri

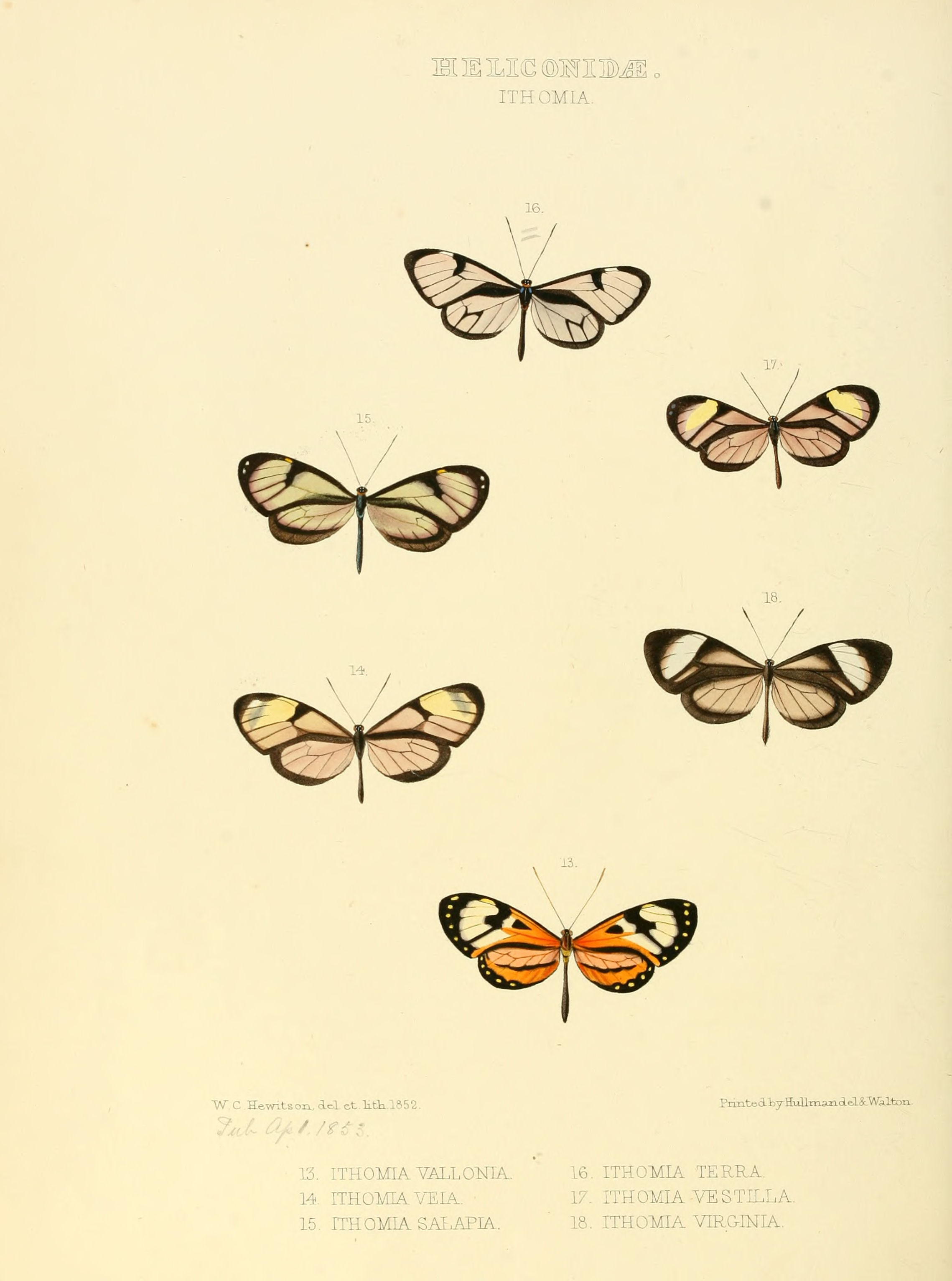